# Schmiden (Fellbach)
Schmiden ist ein Stadtteil der Stadt Fellbach im baden-württembergischen Rems-Murr-Kreis. Er wurde 1973 eingemeindet und war zuvor eine selbständige Gemeinde.

## Lage
Schmiden liegt in einer kleinen Vertiefung der Hochebene zwischen den Flüssen Neckar und Rems. Es befindet sich damit im Naturraum Neckarbecken beziehungsweise in dessen Teileinheit Waiblinger Bucht auf dem nach dem Ort benannten Schmidener Feld.
Schmiden grenzt im Norden an das ebenfalls zu Fellbach gehörende Oeffingen und im Süden an die Fellbacher Kernstadt. Durch die nach dem Zweiten Weltkrieg entstandenen Wohngebiete ist Schmiden mit beiden Nachbarorten mittlerweile zu einem zusammenhängenden Siedlungsgebiet zusammengewachsen.

## Geschichte
Die ältesten archäologischen Funde auf dem Gebiet Schmidens stammen aus der Jungsteinzeit. Eine Viereckschanze aus keltischer Zeit sowie die sogenannten Schmidener Keltenhirsche wurden 1980 entdeckt.
1273 wurde der heutige Ort als Smidehain erwähnt, was lange als erste urkundliche Erwähnung galt und oft noch genannt wird. Mitte der 1990er Jahre wurde jedoch ein Dokument entdeckt, das den Ort bereits 1225 als Schmidheim erwähnt. Die Endung auf -heim deutet auf eine Entstehung des Ortsnamens in der Merowingerzeit hin. Archäologischen Funden zufolge entstand der Ort selbst oder eine entsprechenden Vorgängersiedlung (sogenanntes Ur-Schmiden) aber bereits um 600.
Schmiden gehörte im Mittelalter zu den ältesten württembergischen Besitzungen. An der Grundherrschaft hatten allerdings verschiedene Stifte und Klöster einen Anteil, darunter das Domstift Konstanz, das Kollegiatstift Heilig Kreuz in Stuttgart und das Kloster Adelberg.
Innerhalb des Bistums Konstanz gehörte Schmiden zum Landkapitel Cannstatt, das 1273 in einer Urkunde auch als Landkapitel Schmidheim bezeichnet wurde.
Politisch gehörte der Ort zuerst dem Amt Waiblingen an, dann ab 1718 dem Amt (ab 1758 Oberamt) Cannstatt. Nach der Auflösung des Oberamts Cannstatt kam Schmiden erneut zum Oberamt Waiblingen, sowie hierdurch zu dessen Nachfolger, dem gleichnamigen Landkreis. Die Industrialisierung der Nachkriegsjahre Mitte des 20. Jahrhunderts sorgten für ein großes Wachstum des Ortes, wodurch sich Schmiden vom reinen Bauerndorf zur Wohnsiedlung für Arbeiter wandelte.
Zum 1. Januar 1973 wurde Schmiden in die Stadt Fellbach eingemeindet und gehört als Teil dieser seither zum Rems-Murr-Kreis.

## Wappen
| Wappen der früheren Gemeinde Schmiden | Blasonierung: „Geteilt von Blau und Gold (Gelb); oben eine goldene (gelbe) Getreidegarbe, unten eine waagerechter blauer Hammer.“ |
| Wappen der früheren Gemeinde Schmiden | Wappenbegründung: Das Wappen wurde erst 1970 vom Innenministerium Baden-Württemberg genehmigt, nachdem es bereits 1938 geführt wurde. Es ist abgeleitet von einem Siegel aus dem Jahre 1843, welches bereits den späteren Wappeninhalt zeigte. Die Garbe bezieht sich auf den Getreideanbau auf dem „Schmidener Feld“ und der Schmiedehammer steht redend für den Ortsnamen, der einst Schmidtheim lautete. |

### Banner
|  | 00Banner: „Das Banner ist blau-gelb gespalten mit dem aufgelegten Wappen oberhalb der Mitte.“ |